# Адамова, Полина Ефимовна
Полина Адамова (род. 1970) — израильская художница книги, сценограф и художница по костюму.
Родилась и выросла в Москве. Отец Ефим Борисович Адамов (1924—2004) — профессор, зав. кафедрой книжного дизайна в Московской Академии печати. Мать Е. М. Омельяновская — главная художница издательства «Мысль». Полина Адамова закончила МПИ (Московская Академия печати) с дипломом «Художник книги». Работает как театральная художница с 1995 года в театрах России, Украины и Израиля. Оформляет книги, журналы и сайты для Москвы и Тель-Авива. Работала в издательствах «Коммерсантъ», «Иван-пресс», «Россмэн», «Мысль», «Гешарим», «Едиот Ахронот», «Сифрият Маарив», «Иностранка» и др. Была гл. художницей в журналах «Занавес», «Медведь», «Архидом» и в изд-ве МХАТ в Москве, в журналах «Салон» и «Кино-театр» и Киеве, в журнале «Тайм аут» на русском языке в Израиле. Работает дизайнером в театрах Гешер (Тель-Авив), Камерный (Тель-Авив), Габима (Тель-Авив), Маленький (Тель-Авив), Хан (Иерусалим). Замужем за израильским писателем Рои Хеном.
Театральные работы (сценогафия и костюмы):
Россия
- «Таня-Таня» О. Мухина. Московский театр «Мастерская П. Фоменко». 1995
- «Жизнь есть сон» П. Кальдерон. Театр им. Вахтангова. 1997
- «Главное забыл» по Шолом-Алейхему. Такой театр. 2011

Украина
- «Шельменко-денщик» Квитка-Основьяненко. Молодой театр. 1999
- «Уветюра до свидания» И. Франко. Театр Сузирье 2000
- «Маркиза де Сад» Ю. Мисима. Театр им. Франко. 2000

Израиль
- «Старуха и чудотворец» Д. Хармс. Театр Маленький. 2003
- «Женщина в песках» К. Абе. Театрон арави-иври. 2003
- «Кабаре» — проект для фильма «Сцена». Театр Габима — Хейнекен клуб. 2004
- «Посторонний» А. Камю. Театр Маленький. 2004
- «Сара Бернар» Д. Марел. Театр Габима 2005
- «Роза Ерихона» Р. Хен. Театр Маленький. 2005
- «Приключения Ционы». Театр ха-Симта. 2005
- «Игра везения» Опера С. Бараб. Театр КамерОпера. 2006
- «Войцек» Г. Бюхнер. Театр Маленький. 2006
- «Забыть Герострата» Г. Горин. Театр Гиватайм. 2006
- «Это великое море» Й. Бар-Йосеф. Камерный театр. 2007
- «О преступлении» Ф. Достоевский. Театр Маленький. 2007
- «Главное забыл» Шолом-Алейхем. Театр Тмуна. 2007
- «Превращение» Ф. Кафка. Опера-фринж. 2008
- «Кто-то за мной» — моноспектакль Довале Гликмана. Театр Цавта. 2008
- «Эмигранты» С. Мрожек. Театр Маленький. 2008
- «Маленькие трагедии» А. Пушкин. Театр Маленький. 2008
- «Орфей в метро» Х. Кортасар. Театр Маленький. 2009
- «Стулья» Э. Ионеско. Театр Контекст. 2010
- «Новый мровой порядок» Пинтер. Театр Хан. 2010
- «Иов» Й. Рот. Театр Маленький. 2011
- «Двенадцатая ночь» У. Шекспир. Театр Хан. 2010
- «Миреле Эфрат» Я. Гордин. Театр Контекст. 2011
- «Стемпеню» Шолом-Алейхем. Театр Идишпиль. 2011
- «Молли Суини» Б. Фрил. Театр Хан. 2011
- «Кнопка» Й.Бар-Йосеф. Театр Контекст. 2011
- «Женщина. Сатана». Театр ха-Симта. 2011
- «Попер» Ханох Левин. Театр Камери
- «Ананоца» Модерн-балет для детей. Ноа Дар. 2012
- «Игра любви и случая» Мариво. Театр Хан. 2012
- «Ифигения» Еврипид. Театр Беэр-Шевы. 2012
- «Маленький человек. Что теперь?» Фаллада. Театр Камери. 2013
- «2 коротких пьесы и кот» по А. Чехову. Театр Хан. 2013
- «Шинель» по Н. Гоголю. Театр Хан. 2013
- «Наш класс» Костюмы. Театр Камери. 2014
- «Странствия Одиссея» по Рои Хэну. Костюмы. Театр Гешер. 2014
- «Электра» Софокл. Театр Камери. 2014
- «Эдип» Софокл. Костюмы. Театр Габима. 2015
- «Остановленный в сумерках» Хайхурст. Костюмы. Театр Габима. 2015
- «Царапины»[1] Раджиф Джозеф. Сценография и костюмы. Театр Гешер. 2015
- «Убегающая от страха»[2] Гросман. Костюмы. Театр Габима/Камери. 2016
- «Мефисто»[3] по Манну. Костюмы. Театр Камери. 2016
- «Три сестры» по А. Чехову. Театр Камери / Габима. 2017
- «1984» по Оруэллу. Театр Габима. 2017
- «Мальчик спит» по Ханоху Левину. Театр Камери / Габима. 2018
- «Цемах» по документальным материалам. Театр Габима / Маленький. 2018
- «Отелло» по В. Шекспиру. Театр Камери. 2018
- «Уклонист» по Рои Хэну. Театр Цавта. 2018
- «Шива» по Шмуэль Асфари. Театр Бейт Лессин. Сценография. 2018
- «Последняя ночь Марковича». Сценография и костюмы. Театр Бейт Лессин. 2018
- «Мизери» по Стивену Кингу. Сценография и костюмы. Театр Камери. 2019
- «Человек, который думал что его жена — шляпа» по Питеру Бруку. Сценография и костюмы. Театр Хан. 2019
- «Реквием» по Ханоху Левину. Костюмы. Китай, Пекин. 2019
- «Невеста и ловец бабочек» по Нисиму Алони. Сценография и костюмы. Театр Гешер. 2019
- «Так же как я» по Рои Хену. Сценография и костюмы. Театр Гешер. 2019
- «Клад под мостом» по Рои Хену. Костюмы. Театр Гешер. 2020
- «Хрустальная ваза» опера Ханны Аджиашвили. Сценография и костюмы. Фестиваль Фелиции Блюменталь. 2021
- «Ромео и Джульета» опера Беллини. Костюмы. Национальная Опера. 2021
- «Сон в лентнюю ночь» по Шекспиру. Студия им. Левинштейна. 2021
- "Ромео и Джульета! по Шекспиру. Сценография и костюмы. Театр Гешер. 2022
- «Смерть комивояжера» по Артуру Миллеру. Костюмы. Театр Камери. 2022
- «Он гулял в полях» балет Егора Меньшикова. Сценография. Балет Иерусалим. 2022.
- «Гамлет» по Шекспиру. Костюмы. Театр Бейт Лессин. 2023
- «Геда Габлер» по Ибсену. Костюмы. Театр Бейт Лессин. 2023
- «Зимняя сказка» по Шекспиру. Театр Фрайбург, Германия. 2023